# Mario Aurelio Poli
Mario Aurelio Poli (Buenos Aires, 29 de novembre de 1947), és l'actual arquebisbe metropolità de Buenos Aires i Primat de l'Argentina. Va ser nomenat per aquests càrrecs pel seu antecessor, el Papa Francesc, que també el creà cardenal al consistori del 22 de febrer de 2014.

## Orígens
Mario Aurelio Poli va néixer a Buenos Aires el 29 de novembre de 1947. El 1969 ingressà al Seminari Metropolità de Buenos Aires, on cursà els estudis de filosofia i teologia. A més va obtenir la llicenciatura en treball social per la Universitat de Buenos Aires. El 25 de novembre de 1978 va ser ordenat prevere a la Catedral de Buenos Aires pel cardenal Juan Carlos Aramburu, llavors arquebisbe de Buenos Aires.
Fins a 1980 exercí com a vicari parroquial a la parròquia de San Cayetano del barri de Liniers (Buenos Aires). Entre 1980 i 1991 va ser superior de la seva comunitat, més tard va fer d'ecònom i, finalment, assessor d'estudis del Seminari Metropolità. Entre 1988 i 1991 va ser capellà de les religioses Missioneres Serventes de l'Esperit Sant. Entre 1988 i 1992 Poli va ser assistent eclesiàstic de l'associació laical "Fraternidades y Agrupaciones Santo Tomás de Aquino". El 1992, l'arquebisbe de Buenos Aires cardenal Antonio Quarracino el nomenà director de l'Institut Vocacional San José, lloc de formació dels futurs sacerdots.
Va obtenir el doctorat de teologia i va ser professor d'història de l'Església i patrologia per la Universitat Catòlica Argentina.

## Episcopats
Quan Mario Poli tenia 54 anys, el llavors papa Joan Pau II el designà bisbe titular d'Abidda i bisbe auxiliar de Buenos Aires el 8 de febrer de 2002. La celebració de la seva ordenació episcopal va tenir lloc el següent 20 d'abril a la catedral de Buenos Aires, i el seu consagrador principal va ser el cardenal Jorge Mario Bergoglio. El bisbe Poli explicà així la tria del seu lema episcopal:
| « | Precisament vaig escollir com a lema del meu episcopat una súplica, la que elevà Salomó i que tant agradà a Déu: «Concedeix-me, Senyor, un cor que escolti». Crec que l'Església és la primera en prendre aquesta actitud, perquè la història de l'Església, «que no és altra que la història de l'evangelització, en pàgines boniques m'ha ensenyat que mai l'Església és més ella mateixa que quan escolta el seu Senyor, i emmirallant-se en la seva voluntat salvífica, s'anima amb audàcia martirial a l'evangelització, es fa més lliure i fidel a la seva naturalesa i missió. Sí, em guia l'exemple de sant Pere a qui avui escoltem dir: «Senyor, a qui anirem, si Tu tens paraules de vida eterna» | » |

El 24 de juny de 2008, el Papa Benet XVI el designà bisbe de la diòcesi de Santa Rosa.
A la Conferència Episcopal Argentina va ser membre de les comissions episcopals de Ministeris (diaconat) i d'Educació Catòlica. Actualment forma part de la comissió permanent com a president de la Comissió de Catequesi i Pastoral Bíblica.
El 28 de març de 2013 va ser nomenat arquebisbe de Buenos Aires pel Papa Francesc, el seu predecessor al càrrec. El 20 d'abril inicià el seu ministeri com a arquebisbe i Primat de l'Argentina a una missa celebrada davant de la catedral de Buenos Aires. A més, es convertí en el Gran Canceller de la Universitat Catòlica Argentina.
El 4 de maig el Papa Francesc el nomenà Ordinari pels fidels de ritus orientals a l'Argentina.

## Cardenal
Durant el consistori del 22 de febrer de 2014 el papa Francesc el creà cardenal, amb el títol de San Roberto Belarmino, el mateix que tenia el seu predecessor i consagrador. Dels 19 cardenals creats en aquell consistori, Poli és un dels 5 llatinoamericans. La cerimònia solemne va tenir lloc a la basílica de Sant Pere del Vaticà, en presència del Papa emèrit Benet XVI. Després d'una homilia i lectura de l'Evangeli, Poli passà a formar part del Col·legi Cardenalici i està autoritzat per participar en qualsevol conclave que se celebri abans del 2027, quan compleixi els vuitanta anys.